# Municipio de Venustiano Carranza (Puebla)
El municipio de Venustiano Carranza es uno de los 217 municipios que conforman al estado mexicano de Puebla. Fue fundado en 1951, su cabecera es la ciudad de Venustiano Carranza y su localidad más poblada es Villa Lázaro Cárdenas.

## Geografía
El municipio se encuentra a una altitud promedio de 130 m s. n. m. y abarca un área de 316.56 km². El municipio limita al noroeste con el municipio de Francisco Z. Mena, al oeste con el municipio de Pantepec y al suroeste con el municipio de Jalpan. Al norte, este y sur limita con el estado de Veracruz de Ignacio de la Llave, al norte con el municipio de Tihuatlán, al este con el municipio de Poza Rica de Hidalgo, al sureste con el municipio de Coatzintla y al sur con el municipio de Coyutla.

### Orografía e hidrografía
Se localiza en la porción nor-occidental del declive del Golfo, declive septentrional de la Sierra de Puebla hacia la llanura costera del Golfo, caracterizándose por sus numerosas chimeneas volcánicas y lomas aisladas.
Aunque se ubican en pleno declive del Golfo, su relieve no presenta un descenso hacia el oriente sino más bien hacia los ríos San Marcos y Tepetzala, que recorren las partes más profundas del municipio.
Al sur destaca la mesa de San Diego, en tanto que al noroeste el territorio es más accidentado, presentándose gran cantidad de cerros como el Pozo Antiguo, Misantécatl, La Esperanza, Coyula, etc.
Pertenece a la vertiente septentrional del estado de Puebla, formada por las diferentes cuencas parciales de los ríos que desembocan en el Golfo de México y se caracteriza por sus ríos jóvenes e impetuosos con una gran cantidad de caídas.
El municipio es recorrido por varios ríos permanentes; además existen numerosos arroyos intermitentes, de los cuales destacan los siguientes:
- El río San Marcos, principal formador del río Cazones, recorre el sur durante más de 20 kilómetros, recibiendo a su paso numerosos afluentes intermitentes.
- El río Tepetzala, que recorre de este a noreste la porción central; cambia de nombre de Totolapa, ya fuera del estado, al Cazones.
- El río María Andrea, que baña el suroeste y se une al San Marcos.
- El río Amixtlán que recorre la porción septentrional y forma fuera del estado el río Acuatempa, afluente del Cazones.

### Clima y ecosistemas
El municipio se ubica dentro de la zona de climas cálidos característicos de la mayor parte del declive del Golfo, presenta tres climas: clima cálido húmedo con lluvias todo el año; temperatura media anual mayor de 22 °C; temperatura del mes más frío mayor de 18 °C; precipitación del mes más seco mayor de 60 milímetros. Se identifica en una área reducida al suroeste.
Clima cálido húmedo, con abundantes lluvias en verano, temperatura media anual mayor de 22 °C; temperatura del mes más frío, mayor de 18 °C; precipitación del mes más seco de 60 milímetros; por ciento de lluvia invernal con respecto a la anual es mayor de 10.2%. Es el clima predominante; se identifica en toda la porción central.
Clima cálido subhúmedo con lluvias en verano; temperatura media mensual del mes más frío mayor de 18 °C; temperatura media anual mayor de 22 °C; precipitación del mes más seco menor de 60 milímetros; por ciento de lluvia invernal con respecto a la anual es entre 5 y 10.2 %. Se presenta al oriente del municipio.
La mayor parte de su territorio está cubierto por pastizales cultivados y por selva alta perennifolia asociada a vegetación secundaria arbustiva. Los pastizales cubren la porción central, las selvas al norte y también subsisten áreas reducidas con bosques de encino.
Dentro de la fauna son muy variadas las especies existentes como conejos, armadillos, víboras. Entre las especies caseras se encuentran pollos, guajolotes, patos, etc.

## Recursos naturales

### Explotación forestal
En esta actividad hay bosques de maderas finas y de construcción.
Existe petróleo en San José, Ojo de Agua y en Llano Grande.

### Características y uso de suelo
Presenta su territorio gran diversidad edafológica; se identifican seis grupos de suelos:
- Nitosol: Son los suelos más fértiles de las zonas tropicales, aunque también requieren fertilización constante y abundante. Se localiza en las zonas planas del poniente.
- Cambisol: Son adecuados para actividad agropecuaria con actividad moderada a buena, según la fertilización a que sean sometidos; por ser arcillosos y pesados, tienen problemas de manejo. Se presentan a todo lo largo de la ribera del río San Marcos al sur.
- Vertisol: Suelos de textura arcillosa y pesada que se agrietan notablemente cuando se secan. Presenta dificultades para su labranza, pero con manejo adecuado son aptos para gran variedad de cultivos; si el agua de riego es de mala calidad pueden salinizarse o alcalinizarse; su fertilidad es alta. Se presenta a lo largo de la ribera de algunos arroyos como el Tepetate, San Marcos y otros, así como una gran franja al sur.
- Feozem: Adecuados para cultivos que toleran exceso de agua, aunque mediante obras de drenaje pueden destinarse a otro tipo de cultivos. Son de moderada a alta fertilidad. Se identifican en varias zonas dispersas al sur; presenta la fase lítica (roca a menos de 50 centímetros de profundidad).
- Regosol: Suelos formados por material suelto que no sea luvial reciente como dunas o cenizas volcánicas, etc. Su uso es variable. Es muy pobre en nutrientes, prácticamente infértil. Es el suelo predominante, que aparece por todo el municipio. Presenta en numerosas ocasiones fase gravosa (fragmentos de roca, tepetate, con menos de 7.5 centímetros de diámetro en el suelo).
- Acrisol: Suelos muy pobres en nutrientes, adecuados para la explotación forestal y praticultura. Pueden dedicarse a actividades agropecuarias mediante fertilización y encalado frecuente, de productividad baja. Se localizan en áreas reducidas al sureste.

## Demografía
De acuerdo al último censo realizado por el INEGI en 2010, en el municipio hay una población total de 27 890 habitantes, por lo que se calcula la densidad de población, aproximada, de 88 habitantes por kilómetro cuadrado.

## Atractivos turísticos
- Vista del río San Marcos desde Villa Lázaro Cárdenas.
- Club Campestre “Agua Fría”.
- Vista panorámica de la sierra desde la comunidad de San Bartolo.
- Cascadas de Coronel Tito Hernández (María Andrea).
- Vista de la presa de la comunidad de Estrella Roja.

(Información obtenida en el año 2015)

### Monumentos históricos
- Templo parroquial en advocación a la Virgen de Guadalupe; construido en el siglo XX.
- Monumento a personajes ilustres de la cabecera municipal, construido en el siglo XX.
- Monumento en honor al general Venustiano Carranza, construido en el siglo XX.
- Monumento en honor al General Lázaro Cárdenas del Río, en Villa Lázaro Cárdenas, que fue inaugurado en el año 2013 por el entonces Presidente Municipal Lic. Jorge Alejandro Valencia Ávila, en compañía del Dr. Enrique Agüera Ibáñez Rector de la Benemérita Universidad Autónoma de Puebla (BUAP),  la exgobernadora de Yucatán Ivonne Aracelly Ortega Pacheco y Guillermo Jiménez Morales (Exgobernador del Estado de Puebla).

### Fiestas populares
- 18 de marzo, Fiesta del Petróleo, que se celebra en Villa Lázaro Cárdenas, conmemorando la expropiación petrolera de 1938. Esta fiesta se instituyó a partir del año 2011. La celebración da inicio con el desfile en que participan escuelas del municipio y la región, se realizan eventos deportivos y culturales, y también hay eventos masivos con conciertos y presentaciones de diversos artistas locales, nacionales y de talla Internacional.
- Semana Santa, que se celebra de manera activa en Cd. Venustiano Carranza (Agua Fría) teniendo en los últimos años cambios a los formatos antes concebidos por la Parroquia Santa María de Guadalupe, el cambio más significativo es el del Vía Crucis que hoy en día tiene la ruta hacia El Chijolito tomando la carreteara hacia la comunidad "La Desviación de Agua Fría".
- 1 y 2 de noviembre, Día de Muertos, con las tradicionales ofrendas en los famosos Altares Huastecos, se celebran Misas y visitan los cementerios.
- 12 de diciembre, la más grande fiesta del año, fiesta patronal Día de la Virgen de Guadalupe en honor a la Virgen de Guadalupe. Se celebra con misas, matrimonios, bautizos, comuniones, peregrinaciones de barrios y rancherías, danzas autóctonas, jaripeo, fuegos artificiales y bandas de música. En paralelo a las celebraciones religiosas también se llevan a cabo la Feria de Agua Fría, en donde se llevan a cabo actividades artístico-culturales en el "Teatro del Pueblo", comerciantes de la región bajan en plaza para ofrecer productos tradicionales.

## Política
El gobierno del municipio de Venustiano Carranza le corresponde a su ayuntamiento, que está conformado por el Presidente municipal, un síndico y el cabildo integrado por siete regidores, cinco electos por mayoría relativa y dos por el principio de representación proporcional; todos son electos por voto universal, directo y secreto para un periodo de cuatro años que pueden ser renovables para el periodo inmediato posterior por una única ocasión.

### Representación legislativa
Para la elección de diputados locales al Congreso de Puebla y de diputados federales a la Cámara de Diputados federal, el municipio de Venustiano Carranza se encuentra integrado en los siguientes distritos electorales:
Local:
- Distrito electoral local de 1 de Puebla con cabecera en Xicotepec de Juárez.[8]

Federal:
- Distrito electoral federal 1 de Puebla con cabecera en la ciudad de Huauchinango.[9]

- Antelmo Montiel Presidente Auxiliar de Jalpan	1947-1948
- Austreberto Zubiria Cortés Presidente Auxiliar de Jalpan	1948-1949
- Agustín Roca Padrón Presidente Auxiliar de Jalpan	1949-1953
- Manuel Flores Arcique Presidente Auxiliar de Jalpan	1953
- Alfonso de la Madrid Presidente Municipal Constitucional	1953-1954
- Leonardo Cabrera	1954-1956
- Fermín González	1957
- Eusebio Pérez Monter	1957-1960
- Carlos Uribe Naah	1960-1963
- Alfonso de la Madrid	1963-1966
- Fermín González León	1966-1969
- Simón González Díaz	1969-1970
- Jesús Macías Vargas	1970-1972
- Roque Goicoechea Cabrera	1972-1975
- Augusto Ramírez Herrez	1975-1978
- Eleodoro García Quiñones	1978-1981
- José Zubiri Montiel	1981-1984
- Jaime de la Madrid Tejeda	1984-1987
- Alberto de la Madrid Tejeda	1987-1990
- Librado Zubiri de la Calleja	1990-1993
- Flavia Ortega Vázquez	1993-1996
- Jaime de la Madrid Tejeda	1996-1999
- Bruno García Rodríguez	1999-2001
- Artemio Jiménez Aparicio	2002-2005
- Rigoberto Barragán Amador	2005-2008
- Vicente Valencia Avila	2008-2011
- Jorge Alejandro Valencia Avila	2011-2014
- Rafael Valencia Avila	2014-2018
- Vicente Valencia Ávila 2018 - 2020
- Héctor Carrasco Márquez 2020
- Marisol Manuel María 2020 - 2021
- Ernesto García Rodríguez 2021 - 2024[10]
- Marco Antonio Valencia Ávila 2024 - Revocación de constancia de mayoría por el partido opositor.
- Ramón Daniel Martagón Lopez(Interino) 2024 - 2025
- Marco Antonio Valencia Avila 2025 - 2027